# Melobesia
Melobesia, rod crvenih algi iz potporodice Melobesioideae, dio porodice Hapalidiaceae. Taksonomski je priznat kao zaseban rod. Postoji desetak vrsta a tipična je širom svijeta raprostranjena Melobesia membranacea (ima je i u Jadranu).

## Vrste
1. Melobesia accola (Foslie) Me.Lemoine
2. Melobesia confervoides Funk
3. Melobesia galapagensis (Foslie) W.R.Taylor
4. Melobesia lamourouxii Decaisne
5. Melobesia leptura Foslie
6. Melobesia marginata Setchell & Foslie
7. Melobesia mediocris (Foslie) Setchell & L.R.Mason
8. Melobesia membranacea (Esper) J.V.Lamouroux - tip
9. Melobesia polystromatica E.Y.Dawson
10. Melobesia rosanoffii (Foslie) Lemoine
11. Melobesia rugulosa Setchell & Foslie
12. Melobesia solmsii Bornet ex Lemoine
13. Melobesia tasmanica (Foslie) De Toni
14. Melobesia tenuis Decaisne
15. Melobesia tomitaroi Kloczcova
16. Melobesia triplex Heydrich